# Croton sexmetralis
Espèce
Classification APG III (2009)
Croton sexmetralis est une espèce de plantes à fleurs du genre Croton et de la famille des Euphorbiaceae, présente à l'est de la Colombie.